# Saint-Vulbas
Saint-Vulbas är en kommun i departementet Ain i regionen Auvergne-Rhône-Alpes i östra Frankrike. Kommunen ligger  i kantonen Lagnieu som ligger i arrondissementet Belley. Kommunens areal är 21,44 km². År 2022 hade Saint-Vulbas 1 229 invånare.

## Befolkningsutveckling
Antalet invånare i kommunen Saint-Vulbas
Referens: INSEE